# SkySat
SkySat ist der Name einer Baureihe von Erdbeobachtungssatelliten der amerikanischen Firma Terra Bella, die für Google hochauflösende Satellitenaufnahmen anfertigt.

## Geschichte
Der erste Satellit SkySat-1 wurde am 21. November 2013 vom Kosmodrom Jasny in Russland aus mittels der Trägerrakete Dnepr ins All befördert. Eine Bestellung von 13 weiteren Satelliten erfolgte am 10. Februar 2014 bei Space Systems Loral. Der folgende Satellit, SkySat-2, wurde als Sekundärnutzlast auf einer Sojus-2-1b-Rakete mit Fregat-Oberstufe am 8. Juli 2014 gestartet. SkySat-C1 wurde am 22. Juni 2016 von einer indischen PSLV-XL-Rakete im Orbit ausgesetzt. Am 16. September 2016 (UTC) erfolgte der Start von SkySat C2, C3, C4 und C5 mit einer Vega-Rakete von Arianespace. SkySat C12 und C13 starteten 2018 mit der Rideshare-Mission SSO-A. SkySat C14, C15 und C16 wurden wieder mit einer Rideshare-Mission von SpaceX am 13. Juni 2020 mit einer Falcon 9 in den Orbit befördert.
Die ersten Bilder, aufgenommen durch den Satelliten SkySat-1, wurden am 11. Dezember 2013 durch Skybox Imaging veröffentlicht, wobei diese die Küste von Somalia und Abu Dhabi zeigten. Ende Dezember 2013 wurden durch Skybox Imaging die ersten hochauflösenden Videos der Erde aus dem Weltraum veröffentlicht.

## Technik
Skybox Imaging wollte durch Standardelektronik und -teile aus der Automobil- oder Smartphone-Industrie Satelliten mit Herstellungskosten von unter 50 Mio. USD bereitstellen. Insgesamt sollten 24 Satelliten bis zum Jahr 2017 in Umlaufbahnen gebracht werden, wobei diese mit einem Gewicht von jeweils ca. 100 kg deutlich leichter und kleiner sein sollten als andere Satelliten (wie z. B. der Landsat 8 Satellit der NASA mit einem Gewicht von ca. 2000 kg). Diese Satelliten sollten dabei im Vergleich zu anderen Satelliten eine hohe räumliche Auflösung von ca. 1 Meter oder besser erreichen (der NASA-Satellit Landsat 8 besitzt eine räumliche Auflösung zwischen 15 und 100 m), wobei Daten im sichtbaren sowie im Nah-Infrarot-Bereich aufgenommen werden sollten. Höhere Auflösungen in der Satellitenfotografie erlauben z. B. bessere Rückschlüsse, um den Verlust an Wäldern besser abzuschätzen, wie am Beispiel der Demokratischen Republik Kongo gezeigt wurde.
SkySat-1 und -2 sind etwa 60 × 60 × 80 cm groß und 83 kg schwer. Die Bilddaten werden im X-Band im JPEG-2000-Format mit einer Datenrate von 470 Mbit/s übertragen. Die Steuerung der Satelliten erfolgt im S-Band mit 16 kbit/s. Die interne Speicherkapazität beträgt 768 GB, die Energieversorgung übernehmen Solarzellen mit einer Leistung von 120 Watt auf der Oberfläche der quaderförmigen Satelliten. Als geplante Betriebsdauer wurden vier Jahre angegeben. Die Satelliten ab SkySat-3 haben eine Startmasse von etwa 110 kg und Abmessungen von etwa 60 × 60 × 95 cm. Sie wurden in einem sonnensynchronen 500-km-Orbit ausgesetzt und wurden von Space Systems/Loral gebaut. Die Satelliten ab SkySat-C1 unterscheiden sich durch Kameras mit höherer Auflösung, besseren Reaktionsrädern und einem eigenen Antriebssystem mit 1 Newton Schub von den vorherigen Satelliten. Terra Bella gibt eine Auflösung von weniger als 90 cm bei Schwarzweiß-Standbildern und 1,1 m bei Videoaufnahmen mit 30 Bildern pro Sekunde bei bis zu 90 Sekunden Aufnahmezeit an. Bei Farbaufnahmen wird eine Auflösung von 2 m erreicht. Die vier Farbkanäle arbeiten in einem Spektralbereich von blau 450–515 nm, grün 515–595 nm, rot 605–695 nm und NIR 740–900 nm. Die Schwadbreite beträgt etwa 8 km. SkySat-1 und -2 verwenden drei CMOS-Detektoren mit 2560 × 2160 Pixeln und einer Pixelgröße von 6,5 µm. Die obere Hälfte des Detektors wird für panchromatische Aufnahmen verwendet, während die unteren beiden in vier Streifen mit blauen, grünen, roten und nahen Infrarot-Farbfiltern bedeckt sind. Jeder SkySat-Satellit ist mit einem Ritchey-Chrétien-Cassegrain-Teleskop mit einer Brennweite von 3,6 m ausgestattet.

## Satellitenliste
| Satellit                                                      | Start         | Start          | Start          | COSPAR-ID                                                   |
| Satellit                                                      | Datum (UTC)   | Startplatz     | Trägerrakete   | COSPAR-ID                                                   |
| ------------------------------------------------------------- | ------------- | -------------- | -------------- | ----------------------------------------------------------- |
| SkySat 1                                                      | 21. Nov. 2013 | Jasny          | Dnepr          | 2013-066C                                                   |
| SkySat 2                                                      | 8. Juli 2014  | Baikonur       | Sojus-2/Fregat | 2014-037D                                                   |
| SkySat C1                                                     | 22. Juni 2016 | Satish Dhawan  | PSLV-XL        | 2016-040C                                                   |
| SkySat C2 SkySat C3 SkySat C4 SkySat C5                       | 16. Sep. 2016 | Kourou         | Vega           | 2016-058D 2016-058E 2016-058B 2016-058C                     |
| SkySat C6 SkySat C7 SkySat C8 SkySat C9 SkySat C10 SkySat C11 | 31. Okt. 2017 | Vandenberg     | Minotaur-C     | 2017-068F 2017-068E 2017-068D 2017-068C 2017-068B 2017-068A |
| SkySat C12 SkySat C13                                         | 3. Dez. 2018  | Vandenberg     | Falcon 9       | 2018-099AR 2018-099AW                                       |
| SkySat C14 SkySat C15 SkySat C16                              | 13. Juni 2020 | Cape Canaveral | Falcon 9       | 2020-038BL 2020-038BN 2020-038BM                            |
| SkySat C17 SkySat C18 SkySat C19                              | 18. Aug. 2020 | Cape Canaveral | Falcon 9       | 2020-057BQ 2020-057BR 2020-057BS                            |